# 勤丰镇
勤丰镇，是中华人民共和国云南省楚雄彝族自治州禄丰市下辖的一个乡镇级行政单位。

## 行政区划
勤丰镇下辖以下地区：
鸡街村、可里村、沙龙村、北甸村、羊街村、马官营村、高寨村、洋溪冲村、高楼村、马街村和红土山村。